# Драупнир

Драупнир (др.-сканд. Draupnir) — в германо-скандинавской мифологии волшебное золотое кольцо.
Было подарено Одину гномами Синдри и Броком. Согласно легендам, каждую девятую ночь оно приносило своему владельцу ещё восемь точно таких же колец (видимо, имелось в виду золотых, но не волшебных), опоясавшись поясом из которых, он становился неуязвимым. Это кольцо — первое изделие, которое Синдри выковал, чтобы выиграть спор с Локи.
Один отдал это кольцо своему сыну Бальдру, а тот передал кольцо Хермоду как доказательство, что Хермод был в Хельхейме и виделся с ним.